# Graafschap Saarbrücken
Het graafschap Saarbrücken was een tot de Boven-Rijnse Kreits behorend graafschap binnen het Heilige Roomse Rijk.
In 999 wordt de burcht Saarbrücken voor het eerst vermeld, als keizer Otto III haar overdraagt aan het bisdom Metz. Sinds 1080 worden er graven van Saarbrücken als leenman van het bisdom Metz vermeld.
In 1180/90 worden de goederen van de dynastie verdeeld over een tak te Saarbrücken en een tak te Zweibrücken.
Ten gevolge van het huwelijk van graaf Simon II van Saarbrücken met Luckarde van Leiningen wordt het graafschap Leiningen in 1220 verworven, maar omdat dit graafschap aan een jongere zoon van Simon II wordt gegeven heeft deze erfenis geen blijvende gevolgen voor Saarbrücken.
Na het uitsterven van het huis Saarbrücken komt het graafschap in 1271 aan het huis Commercy.
De laatste graaf uit het huis Commercy is Johan II die in 1381 overlijdt. Ten gevolge van het huwelijk van zijn dochter Johanna met graaf Johan I van Nassau-Weilburg komt het graafschap Saarbrücken met Commercy en Morley in Lotharingen aan de Walramse Linie van het Huis Nassau. Sindsdien staat het graafschap bekend als Nassau-Saarbrücken.

## Regenten
| regering     | naam        | overleden | familie      |
| ------------ | ----------- | --------- | ------------ |
| 1019-1085    | Siegbert I  | 1085/1105 |              |
| 1085-1115    | Siegbert II | 1115/1161 | zoon         |
| 1120-1135    | Frederik    | 1135      | broer        |
| 1135-1181/2  | Simon I     | 1182      | zoon         |
| 1182-1207/11 | Simon II    | 1207/11   | zoon         |
| 1211-1233    | Simon III   | 1233/46   | zoon         |
| 1233-1271    | Lauretta    | 24-9-1271 | dochter      |
| 1271-1274    | Mathilde    | 20-9-1274 | zuster       |
| 1271-1308    | Simon IV    | 1308      | van Commercy |
| 1309-1342    | Johan I     | 23-1-1341 | zoon         |
| 1342-1366    | Simon V     | 1366      |              |
| 1342/66-1381 | Johan II    | 24-3-1381 | zoon         |